# Стендиш (Мичиген)
Стендиш (Мичиген) (енгл. Standish) град је у америчкој савезној држави Мичиген. По попису становништва из 2010. у њему је живело 1.509 становника.

## Демографија
Према попису становништва из 2010. у граду је живело 1.509 становника, што је 72 (4,6%) становника мање него 2000. године.
| Група             | 2000.         | 2010.         |
| Белци             | 1.504 (95,1%) | 1.412 (93,6%) |
| Афроамериканци    | 4 (0,3%)      | 7 (0,5%)      |
| Азијати           | 14 (0,9%)     | 6 (0,4%)      |
| Хиспаноамериканци | 32 (2,0%)     | 39 (2,6%)     |
| Укупно            | 1.581         | 1.509         |